# Stazione di terra dell'Odenwald
La stazione di terra dell'Odenwald è stata una stazione di terra dell'Agenzia spaziale europea situata in Germania nei pressi della città di Michelstadt, nell'Odenwald.
Fu costruita nel 1975 per la ricezione delle immagini dai satelliti meteorologici Meteosat, ma venne utilizzata anche per la missione Hipparcos. Disponeva di due antenne paraboliche – una di 15 metri e una di 13,5 metri di diametro – per le comunicazioni in banda S.
La stazione è stata dismessa e chiusa nel 2002. Attualmente si trova in stato di abbandono ed è meta di escursionismo.